# Епархия Бадуллы
 Епархия Бадуллы  (лат. Dioecesis Badullana) — епархия Римско-католической церкви с центром в городе Бадулла в Шри-Ланке. Епархия Бадуллы входит в митрополию Коломбо.

## История
18 декабря 1972 года Ватикан основал епархию Бадуллы, выделив её из епархии Канди.

## Ординарии епархии
- епископ Leo Nanayakkara (18 декабря 1972 — 28.05.1982);
- епископ Edmund Joseph Fernando (5 декабря 1983 — 3.03.1997);
- епископ Julian Winston Sebastian Fernando (с 3.03.1997 — по настоящее время).

## Источник
- Annuario Pontificio, Ватикан, 2007.